# マイクロストック写真
マイクロストック写真（マイクロストックしゃしん、英: Microstock photography）とは、ストック写真の一種であり、以下のような特徴を持つ。
1. ほぼインターネット上でのみ取引される。
2. 通常のストック写真よりも撮影者が幅広く、アマチュアの撮影した画像も含まれる。
3. ロイヤルティーが非常に低価格に設定されている。

マイクロストック写真サイトでは、画像だけでなく、イラスト、アニメーション、動画なども販売していることが多い。

## 歴史
マイクロストック写真の先駆者は iStockPhoto を創設した Bruce Livingstone である。同社は無料ストック写真サイトとして誕生し、社会現象を巻き起こした。Livingstone は2006年2月、iStockPhoto をゲッティイメージズに5000万ドルで売却した。
iStockPhoto が商用サイトになると、間もなく他にもマイクロストック・サイトが登場した。ビジネスモデルをいち早く Web 2.0 に適合させたサイトとして、Dreamstime や Shutterstock があり、Bigstock、Adobe Stock を引き継ぐ Fotolia、Stockxpert といった新しいサイトが追随していった。
2007年6月、コービスは独自のマイクロストック・サイトを立ち上げることを発表した。同社はマイクロストック・サイトを新人写真家を発掘する場としても活用する予定であるとした。

## 実際と批判
マイクロストック写真の価格設定や支払い方法は運営企業によって異なる。写真家は同じ画像を複数のサイトにアップロードすることもできるし、一部のエージェンシーと排他的契約を結んで多目の歩合を得ることもある。
マイクロストック・サイトに写真をポストする場合、料金はかからない。しかし、サイト側があらゆる写真を受け取るわけではない。マイクロストック写真企業では、送られてきた写真の技術的品質、芸術的価値、商業的価値を判定するレビュアーを雇っている。写真家は、潜在的購入者がフィルタリングして興味のある写真を選ぶ補助となるキーワードを付与する。
マイクロストック写真の考え方は、多数の写真を少しずつ販売すれば、これまでのストック写真の販売額に匹敵するものになるというものである。しかし、マイクロストック写真の多くがアマチュアの写真家が撮影したものであるため、マイクロストック写真が写真撮影という行為の価値を減じると考える写真家もいる。プロの写真家には、マイクロストック写真の隆盛が彼らの収入を減らすと見るものもいる。